# ニセアカシア

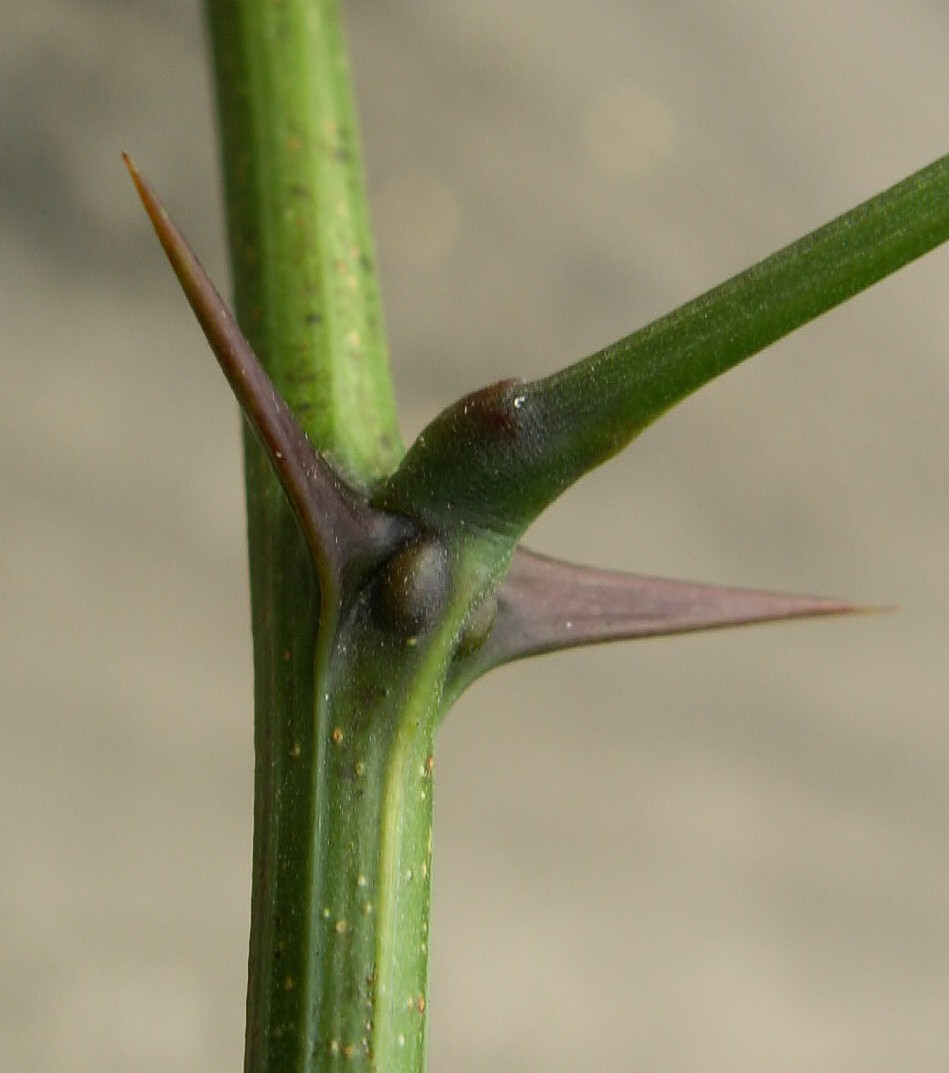
ニセアカシア（ハリエンジュ、中国語名：刺槐）の茎に生えるトゲ（針）

ニセアカシア（学名: Robinia pseudoacacia）は北米原産のマメ科ハリエンジュ属の落葉高木である。植物学上の標準和名はハリエンジュ（針槐）。日本には1873年に渡来した。蜜源植物として重要で、街路樹、公園樹、砂防・土止め用の植栽、材は器具用等に用いられる。季語は夏である。

## 形態
落葉広葉樹の高木で樹高は20 - 25メートル (m) になる。樹皮は灰褐色で、成木は縦に割れ目が入る。若木の幹にはトゲが残り、太くなるとトゲはなくなる。枝は折れやすく、一年枝は陵があり無毛で、葉痕の両脇に1対のトゲがあるが、トゲがない枝をつける木もある。若い幹と枝にトゲがあるのは、原産地に生息するヤギに対するものだという説がある。
葉は、奇数羽状複葉で互生し、全体の長さは12 - 25センチメートル (cm) 。小葉は薄く3 - 9対あり、楕円形で長さ2 - 5 cm。葉柄の基部に1対の鋭いトゲ（托葉に由来）がある。
花期は初夏（5 - 6月）で、本年枝の葉腋から白色の総状花序を出して蝶形花を下垂する。花序の長さは10 - 15センチメートル (cm) ほどあり、甘い芳香のある長さ18 - 20ミリメートル (mm) の白い蝶形の花が多数ついて咲かせる。花の甘い香りに誘われて、アブ、ハナバチ、ミツバチが集まる。
果期は10月で。果実は豆果で、花の後に平たい5 - 10 cmほどの鞘ができ、中に4 - 7個の種子ができる。形は豆のそれだが莢に比べ粒はキャロブに似て小さい。
冬芽は隠芽で、葉痕の中に隠れている。枝先には仮頂芽がつき、側芽が互生する。葉痕は丸みのある三角形で、維管束痕が3個ある。春になると葉痕が3つに割れて、中にある冬芽から葉痕を突き破って芽吹いてくる。

## 生態
根粒菌が窒素固定するため、痩せた土地でもよく生育する特徴を持つ。性質としては、どのような土質のところでもよく育つ強靱さを持っており、ほとんど手入れもいらず、伐採されたり折られたりしても何度でも萌芽する強い生命力を持っている。
葉、果実、樹皮には毒性があり、樹皮を食べた馬が中毒症状を起こした例がある。
ニセアカシアは萌芽更新をよく行う。
吸水しない休眠する埋土種子による土壌シードバンクを形成する。種皮が傷ついたときに発芽する戦略をとることで知られ、洪水や土石流のような土砂と水の混合物の流下による適度の攪乱があるのが望ましく、逆にあまり攪乱が無いような場所には侵入できないと見られている。
種皮に傷がつかなくても発芽能力を持つ非休眠性のものも付ける。2種類の種子を持つこと、萌芽更新能力が高いこと、成長が速いことが河川敷で優勢になる大きな要因だと見られている。
虫媒花である。ニセアカシアは自分の花粉では結実しにくいという自家不和合性が見られ、東京での観察では訪花したのはミツバチが最も多かった。
河川敷での観察ではニセアカシアが侵入すると植物群落の構造が変わり、湿性的な環境のものからから山地に近いものに変化するということが各地で報告されている。

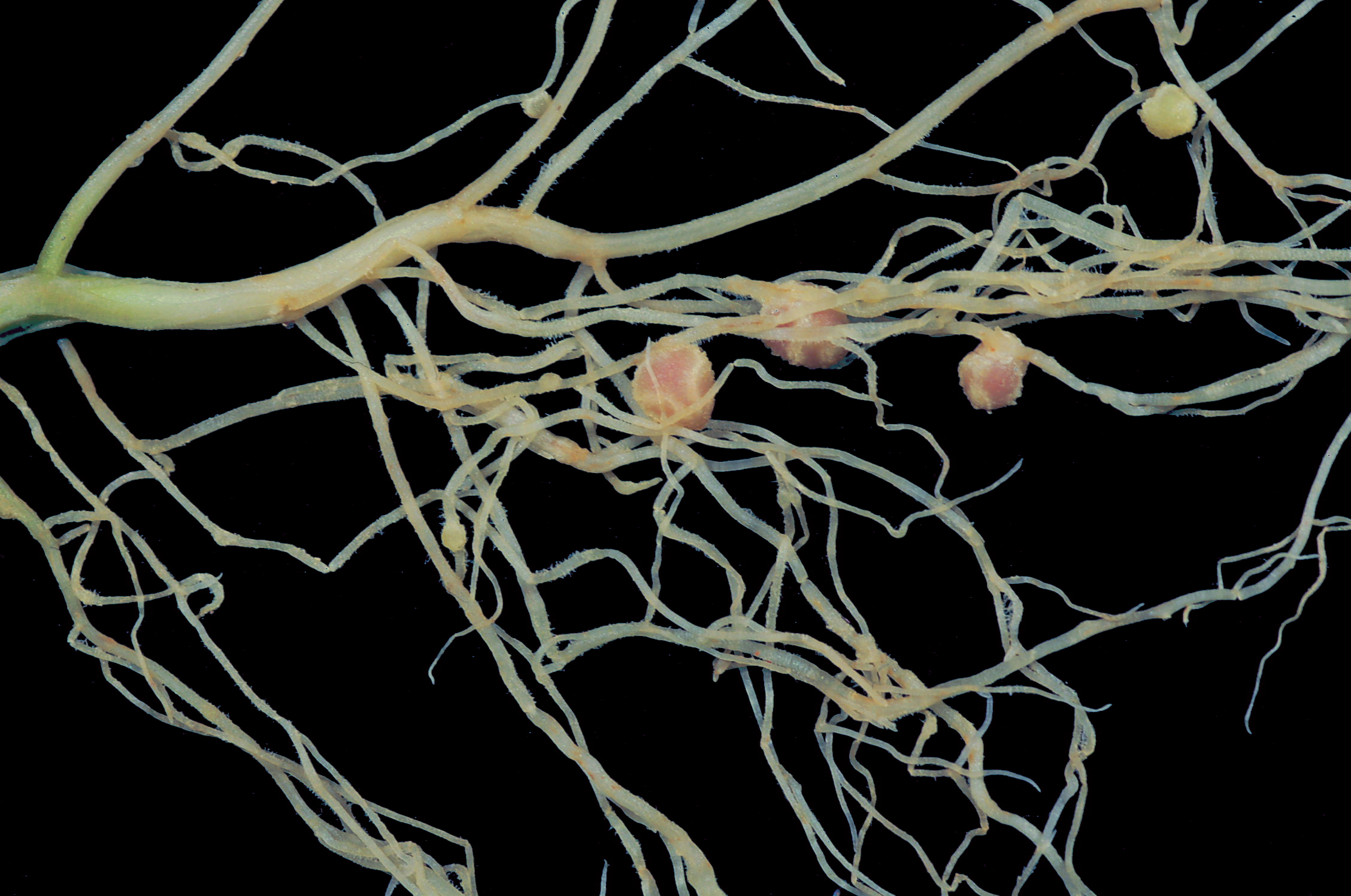
根に形成された根粒（こぶ状の部分）

## 分布
アメリカ合衆国東部のアパラチア山脈周辺を原産地とする）。ヨーロッパや日本など世界各地に移植され、山野などに野生化している。日本では川の上流域での砂防治山事業で使われたため、種子や枝が流されるなどして川沿いに分布することが多く、しばしば大群落がみられる。

## 人間との関係

### 砂防・治山
ニセアカシアの日本で最も重要な用途は砂防治山用の緑化樹としての利用である。乾燥地で用いると土壌の保水力の改善、表層の富栄養化などの効果が期待できる
並木や公園に植えられるほかに、乾燥や土壌を選ばない性質を利用して、柄拉致や崖地、海岸などの緑化にも使われる。マメ科植物特有の根粒菌との共生のおかげで成長が早く、他の木本類が生育できない痩せた土地や海岸付近の砂地でもよく育つ特徴がある。このため、古くから治山、砂防など現場で活用されており、日本のはげ山、荒廃地、鉱山周辺の煙害地などの復旧に大きく貢献してきた。クロマツを主林木とする植栽においてニセアカシアは肥料木として混栽されたこともある。旧ドイツが1898年に中国の青島（チンタオ）を租借した際には、海岸防砂林としてニセアカシアを大量に植えた。青島のニセアカシア林は、中国ではもっともよく成功した例にひとつになっていて、ここでは1億5000万本のニセアカシアが植林され、青島は洋槐半島ともよばれたともいわれる。
しかし野生化して群生し、本来の植生を乱すなどの理由で緑化資材に外来種を用いることが問題視され、環境省の特別要注意外来植物に指定され、あまり使われなくなった。
根系支持力が高く山地砂防緑化資材として使われたことはあるが、30年を超えると地表近くを這うロープ状の根系が枯死し、根系支持力が衰えるため倒れやすくなる問題がある。
北海道では、耕作放棄地、炭鉱跡の空き地などの管理放棄された土地がニセアカシアの分布拡大の一因となっている。
カドミウム蓄積能力が高いといい、特に根に蓄えるという。

### 観賞・蜜源植物
きれいな花が咲き、観賞用として価値が高いことからもともとは街路樹や公園用として植栽された。根浅性で強風を受けて根元から倒れやすいことなどの課題もあり、棘が発達するため扱いづらい点も挙げられるが、棘なしの園芸品種もある。つぼみや花、若芽は食用になる。北海道では花穂を天ぷらやサラダにして食べるほか、新芽は和え物や油炒めで食べることができる。花をホワイトリカー等につけ込んでつくるアカシア酒は強い甘い花の香りがする。精神をリラックスさせる効果があると言われる。花から上質な蜂蜜が採れ、有用な蜜源植物である。ニセアカシアを蜜源として利用する地域は東日本に多く、2005年のはちみつ生産量の44%がニセアカシアによる。特に長野県でははちみつの74%がニセアカシアの花を「みつ源」としている。庭木や街路樹、公園樹として植えられ、特に街路樹としての利用が多い。風害を受けて倒れるケースも少なくなく、これは街路樹用途としての最大の欠点とされ、新しい植栽本数は減少する傾向にある。

### 木材

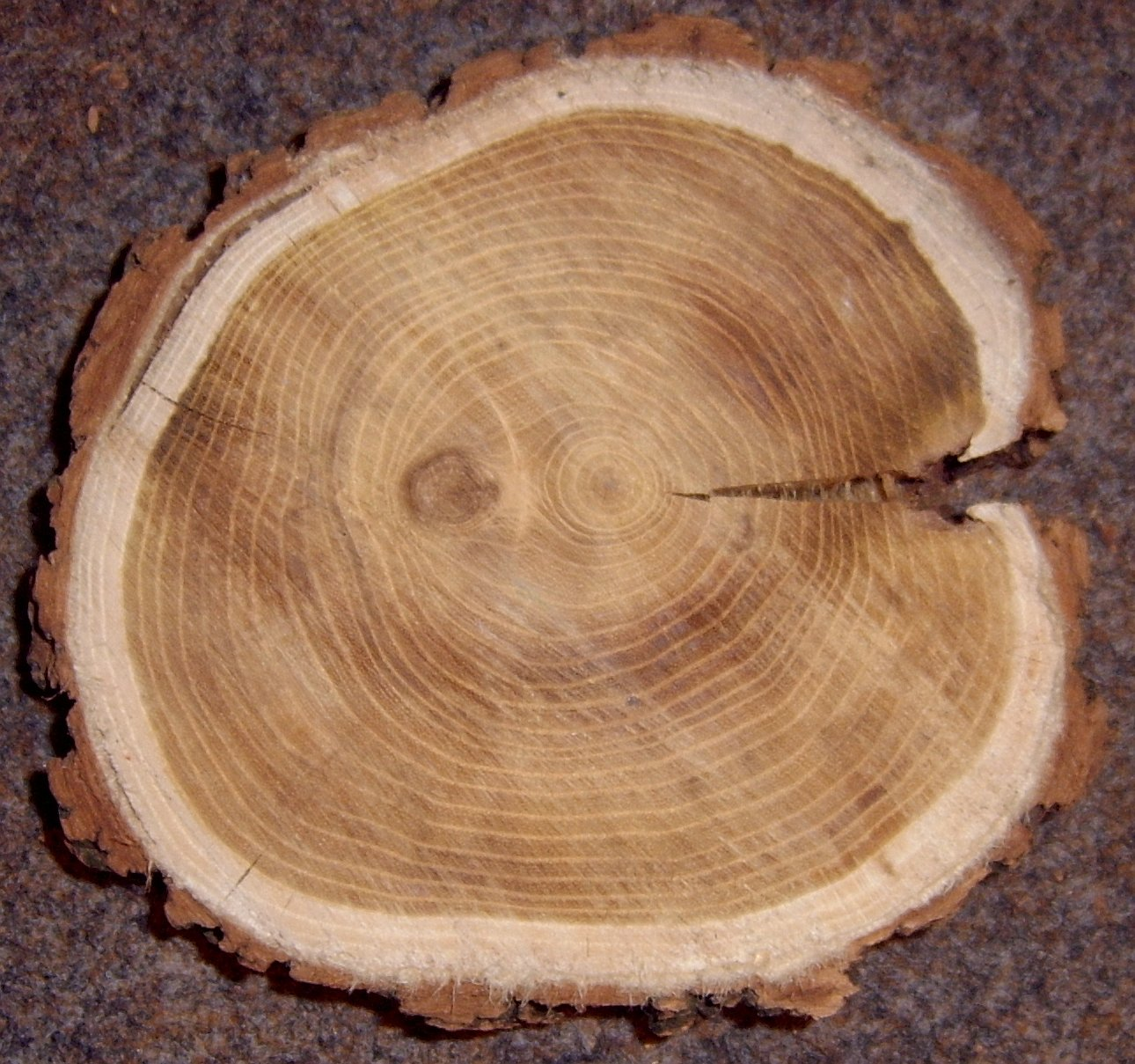
幹の断面

材の年輪は明瞭で、気乾比重が0.77とミズナラと同程度に重く、日本に産する広葉樹材の中でも強度が高い。こうした特性を考慮した床材も利用されている。ただし幹の形が乱れやすいこと、25 - 30年を境に生長は停滞に転じ、ケヤキやナラのような大材にならないため建築用材としては顧られてこなかったが、耐久性が高いためかつては線路の枕木、木釘、木炭、船材、スキー板などに使われた。
また樹木の瘤になった部分は特有の木目（杢）が発達し工芸用材として珍重されるが、本種のそれはクワの代用とされ、国内の養蚕の衰微と共にクワの植栽も激減したため、流通している桑瘤の大部分は実際にはニセアカシアだとされる。
生育がきわめて早く痩せ地でも育つこと、材が固くゆっくり燃焼するので火持ちが良いこと、そしてある程度湿っていても燃えることなどの利点があるため、薪炭材としても用いられていた。1950年代まで、一般家庭の暖房や炊事、風呂の焚きつけなどに使う火力は、ほとんどが薪（まき・たきぎ）や炭に依存していたため、ニセアカシアは大変有用な植物であった。北海道に多く植えられたのも、寒冷地の暖房用燃料としての需要が多かったためである。
堅くて強いためスキー材にも使われた。トゲがあるのが難点であるが、チンタオトゲナシニセアカシアというトゲのない改良品種も作出されている。

### 外来種問題
土質を選ばず生育でき、繁殖力が強く、根から根萌芽が多数出ることや、切り株からの萌芽力が極めて高いことなどで難駆除雑木、種子も駆使してクローンを大量に生成し他の植物を排除して殖えることから侵略的外来種として見なされることもある。

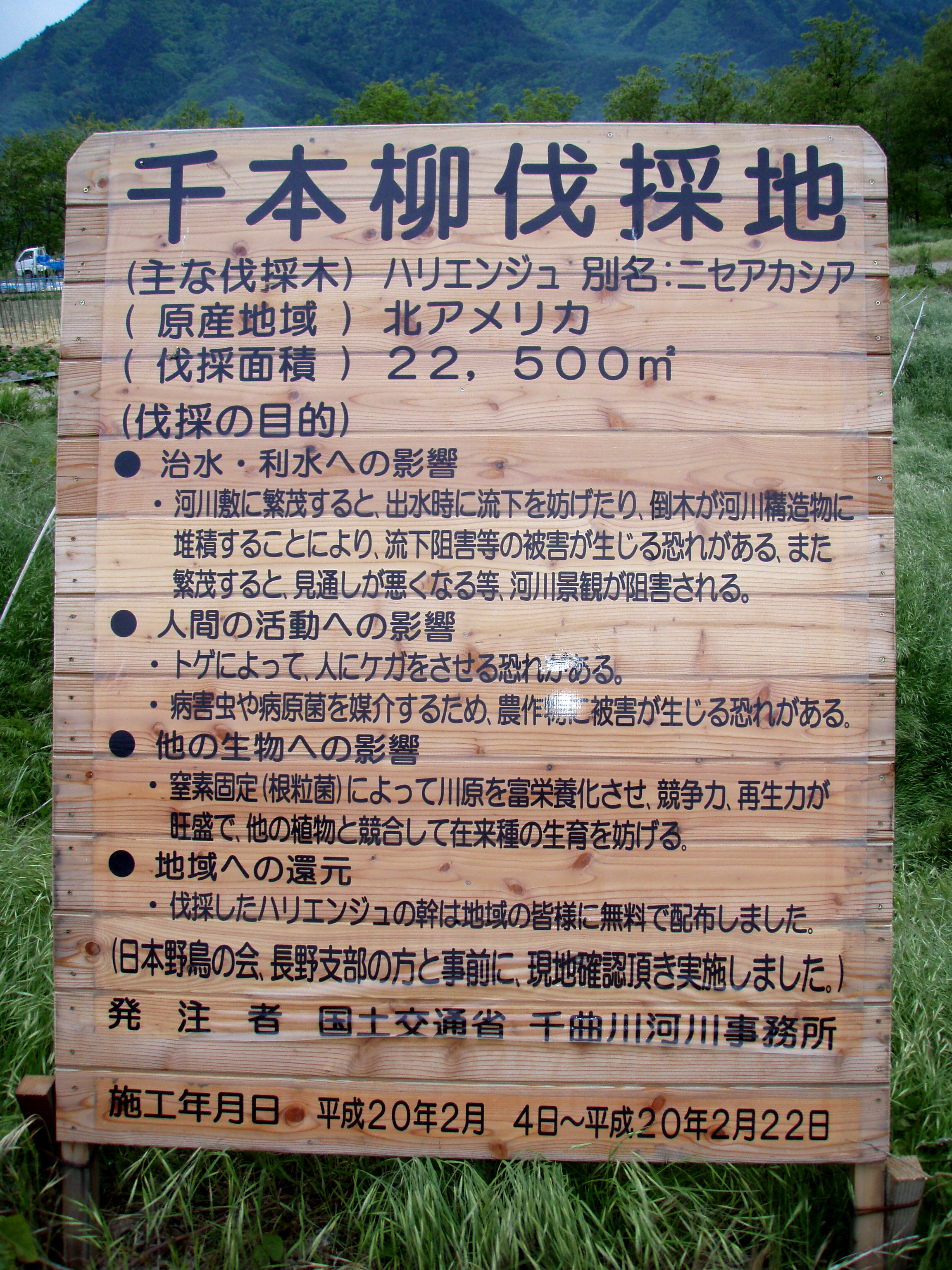
国交省千曲川河川事務所が千曲川（信濃川）河川敷のニセアカシア伐採実施時に設置した告知看板。

日本には明治時代初期（1873年）に導入された。日本やヨーロッパの自然環境に定着したニセアカシアは、外来種として多くの問題を発生させている。ニセアカシアが侵入したことで、アカマツやクロマツなどのマツ林、ヤナギ林が減少し、海岸域や渓畔域の景観構造を大きく改変させていることが確認されている。ニセアカシアは単独で木本の生物多様性を低下させるだけでなく、好窒素性草本やつる植物をともなって優占し、植生を独自の構成に変えてしまう。また、カワラノギクやケショウヤナギなどの希少種の生育を妨害する。
これらの悪影響を危惧し、日本生態学会は本種を日本の侵略的外来種ワースト100に選定した。日本では外来生物法の「要注意外来生物リスト」において、「別途総合的な検討を進める緑化植物」の一つに指定されている。「要注意外来生物リスト」は「生態系被害防止外来種リスト」の作成に伴い平成27年３月に廃止された為、現在は後者のリストに記載されている。各地の河川敷などに猛烈な勢いで野生化しており、2007年秋には天竜川、千曲川流域の河川敷で伐採作業が行われた。一方で、要注意外来生物に指定された根拠については科学的に証明できないとして反論している報告もある。
繁殖力が強いため、ニセアカシアの除去は簡単にはできず、除草剤の適切な処理が最適と考えられている。環状剥皮による枯殺、水位調整による更新阻害などの方法も提案されている。萌芽能力が高いために、萌芽の刈り取りのみで駆除を行う場合は数年以上行い、刈り取り時期は盛夏が最も効果が高い。
モモやリンゴなどのバラ科果樹への病気の感染源になった事例が報告されている

## 象徴
ニセアカシア（ハリエンジュ）の花言葉は、「慕情」とされる。

## 名称
標準和名はハリエンジュであるが、ニセアカシアの方がよく知られる。この名前は種小名の pseudoacacia （偽のアカシア）の直訳である。アカシアは熱帯に分布するマメ科植物であるが、ニセアカシアは葉の形がこれに似ているということから「偽の」という名前がつけられている。属名の Robinia（ロビニア）はフランスの植物学者ロビンの名に由来し、このことからフランスではロビニエの名のほうが通っている。
ハリエンジュは、古くから珍重されるエンジュに似た葉をつけるが、枝の付け根に針棘が発達することから名付けられた（右の写真）。この和名は植物学者の松村任三が命名したもので、植物学上ではこの名が比較的多く使われている。北海道では「アカシア」とよび親しまれているが、これは誤称である。日本では1878年（明治11年）に、この樹に「明石屋」という字をあてて紹介されている。
英名black locust（黒いイナゴの木）と呼ばれる。形態節の通り、本種のマメの鞘は濃い褐色で、これが枝先に多数付く様がまるでイナゴが群がっているように見えるところから来ていると言われることが多い。locustはイナゴ、トノサマバッタやサバクトビバッタのように頭部が四角いバッタ類を指す。これらは時に大発生し農作物を食べつくす蝗害を引き起こすことで現代でも恐れられている。バッタの数が多くなると体色が黒っぽくなる群生相という状態になり、この点もニセアカシアの鞘に似ている。このほか、false acasia（偽のアカシア）、Pioneer tree（開拓者の木）という名も持っており、アメリカ西部開拓時代に、新しい町が生まれるたびにニセアカシアが植えられたことによる。
中国名は刺槐。中国では洋槐という字もあてられており、中国に多い槐樹に対する区分である。また、徳国槐という字もあてられていて、これはドイツ（徳国）が租借していたチンタオ（青島）に大規模に植えられたことからきている。

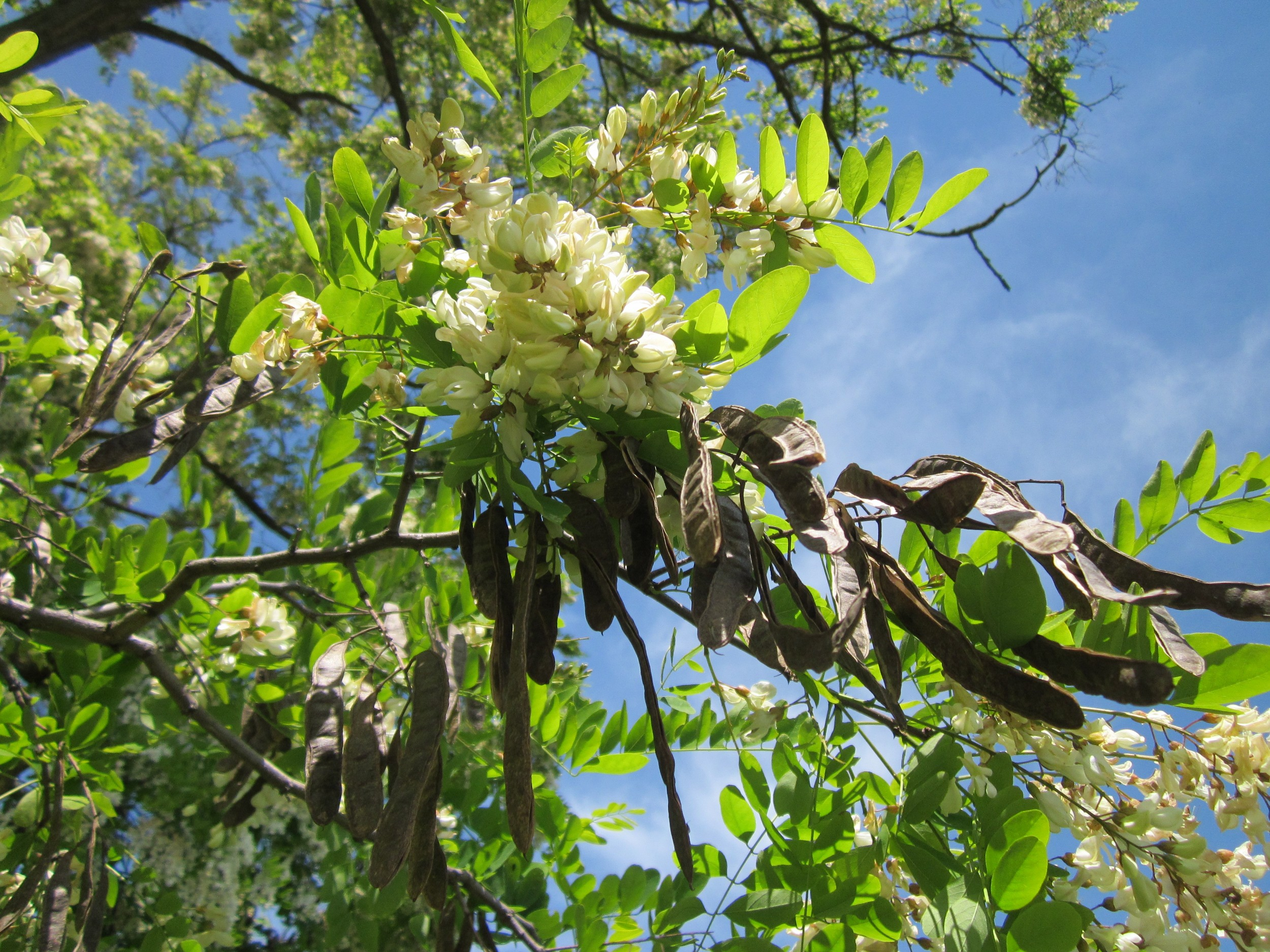
前年の黒い鞘が多数残る枝先（ドイツ・6月）
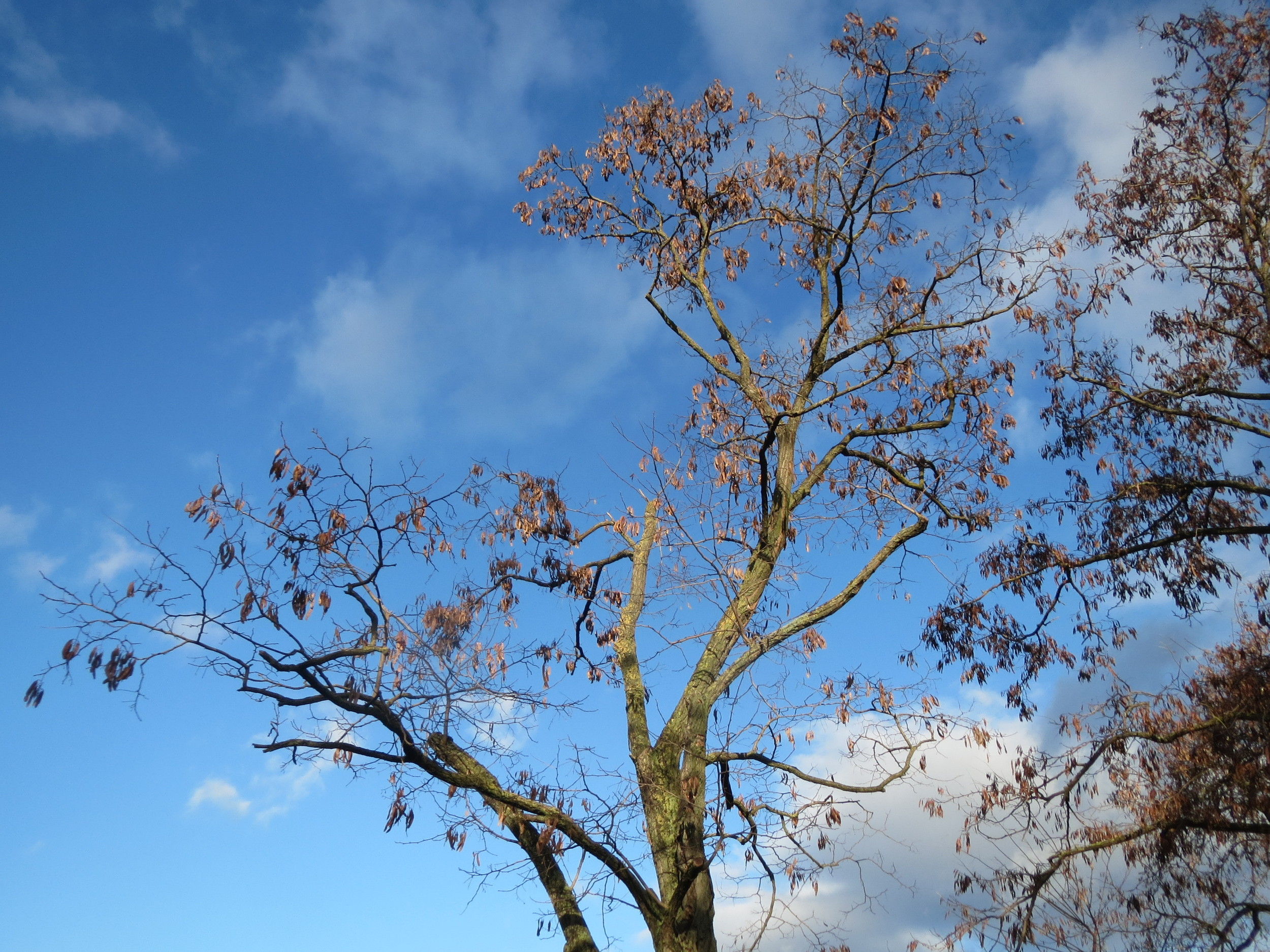
晩秋の樹冠部は落葉しているが鞘は残る（ドイツ・11月）
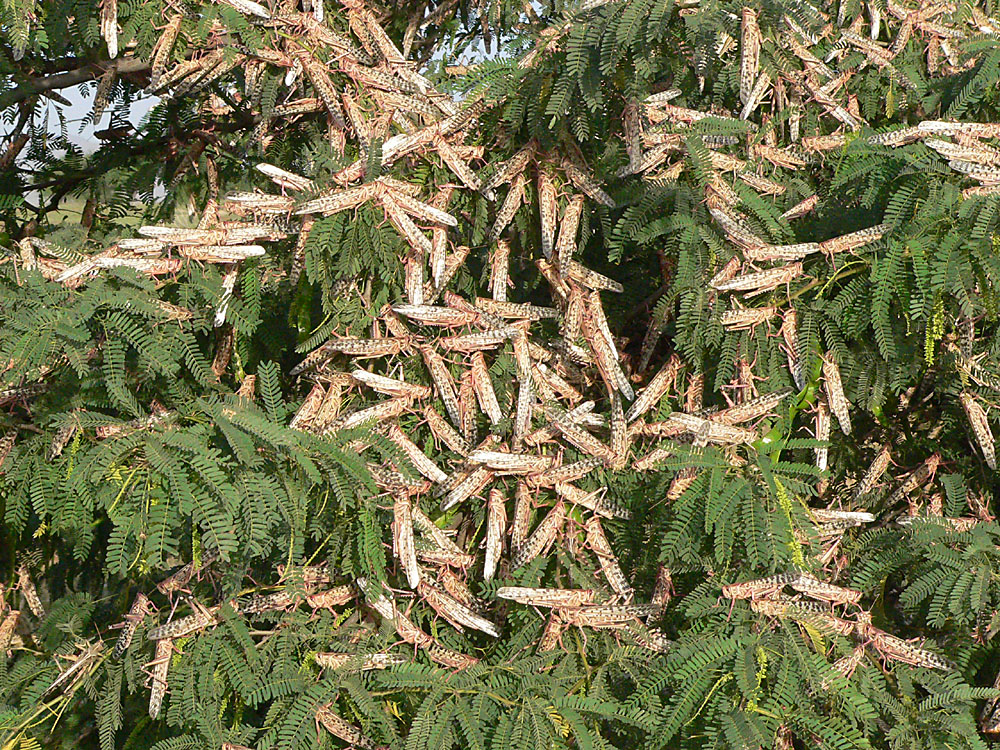
参考：樹木に群がるトノサマバッタの一種（スーダン）

### ニセアカシアとアカシア
「ニセ」とは付くものの日本では本家のアカシアより有名であり、「アカシア」の並木や「アカシア」の蜜と言えばニセアカシアの方を指す。明治期に日本に輸入された当初は、このニセアカシアをアカシアと呼んでいた。後に本来のアカシア（ネムノキ亜科アカシア属）の仲間が日本に輸入されるようになり、区別するためにニセアカシアと呼ぶようになった。本来のアカシアの花は放射相称の形状で黄色く、ニセアカシアの白い蝶形花とは全く異なる。しかし、後参のアカシアは「ミモザ」の別名で流通していたり、主に熱帯乾燥地性の樹種で日本の環境にはあまり適さず植栽が盛んでないこともあり、今でも混同されることが多い。
歌謡曲や小説などの中には、「アカシア」の名前が使われていて誤って通用しているが、本来はニセアカシア（ハリエンジュ）のことを指している。下記はすべてニセアカシアとされる。
- 札幌のアカシア並木
- 札幌松坂屋開店時のキャッチコピー「アカシアの花白くいま開く松坂屋」
- アカシア蜂蜜として売られているもの
- 西田佐知子のヒット曲「アカシアの雨がやむとき」に歌われる「アカシア」
- 石原裕次郎のヒット曲「赤いハンカチ」「恋の町札幌」に歌われる「アカシアの花」[3]
- 北原白秋の「この道」に歌われる「あかしやの花」[3]。アカシアの咲いている札幌の道を唱ったものである[4]。
- 清岡卓行の小説「アカシヤの大連」[注 2]で知られる中国の大連市を代表する樹木[3]
- 松任谷由実の「大連慕情」に歌われる「アカシヤのかおり」、「acacia[アカシア]（2001年）」
- レミオロメンの「アカシア」
- アイカツスターズ!の「森のひかりのピルエット」に歌われる「アカシア」

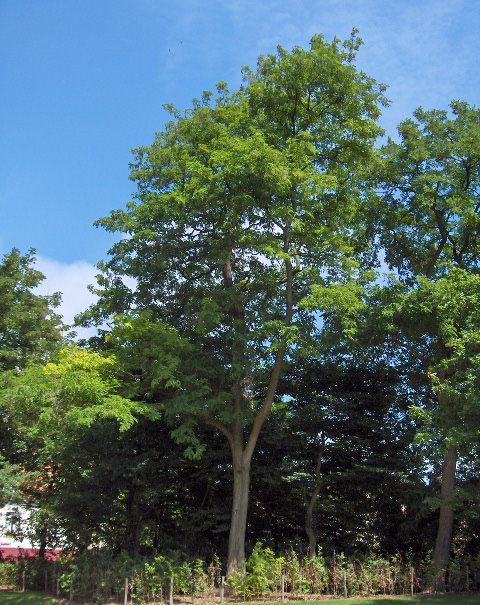
生育地
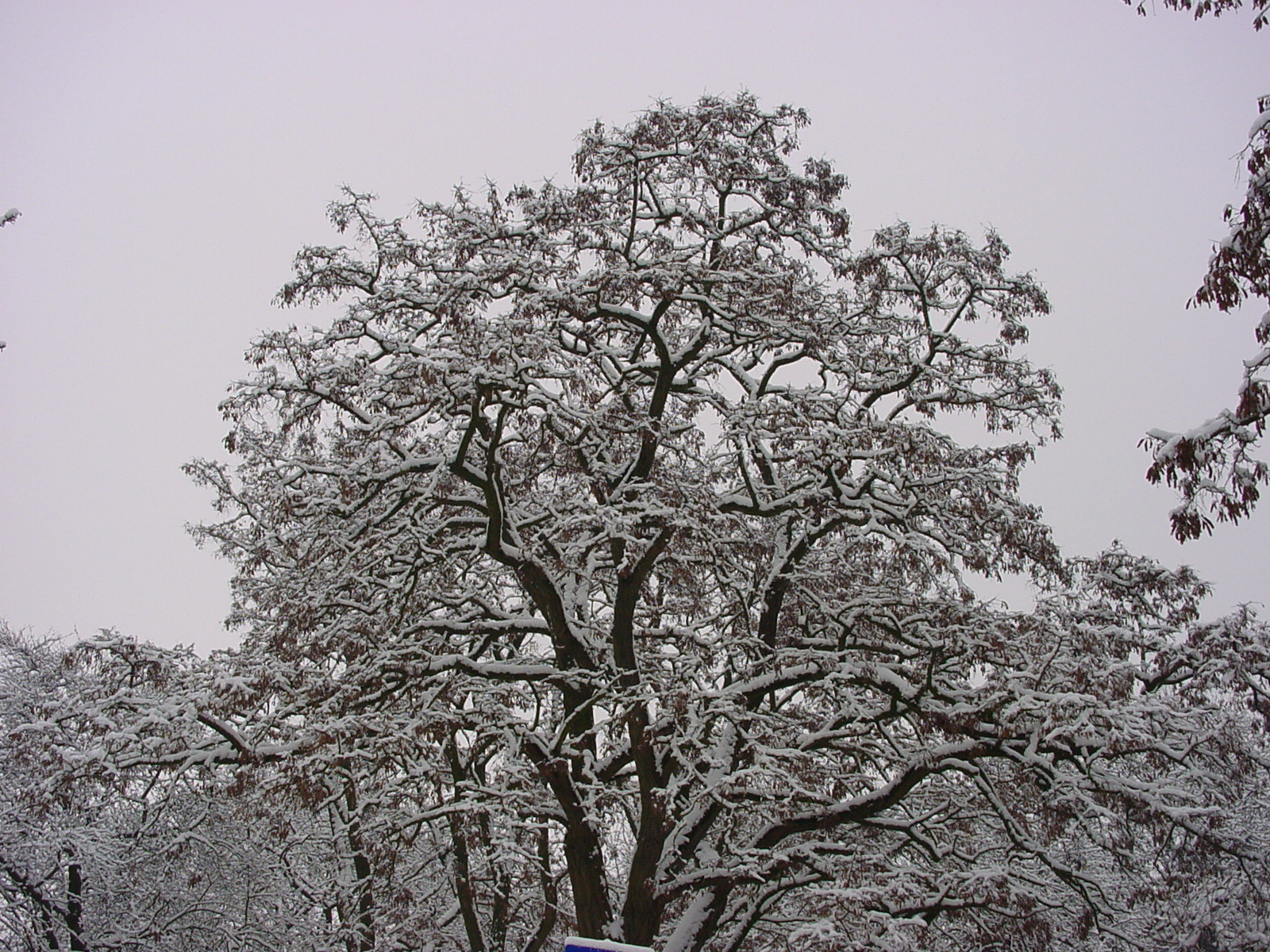
冬期の生育地
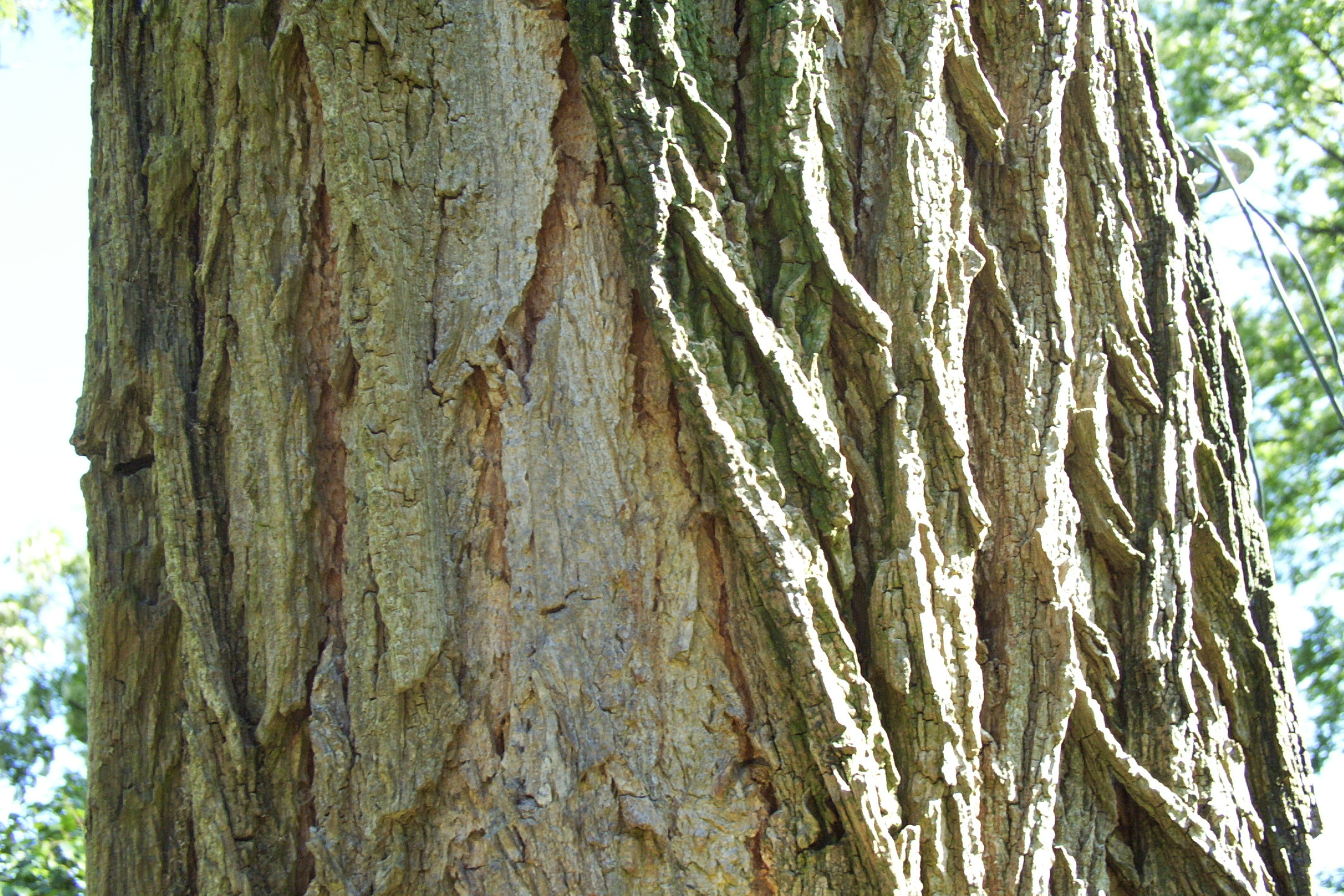
樹皮
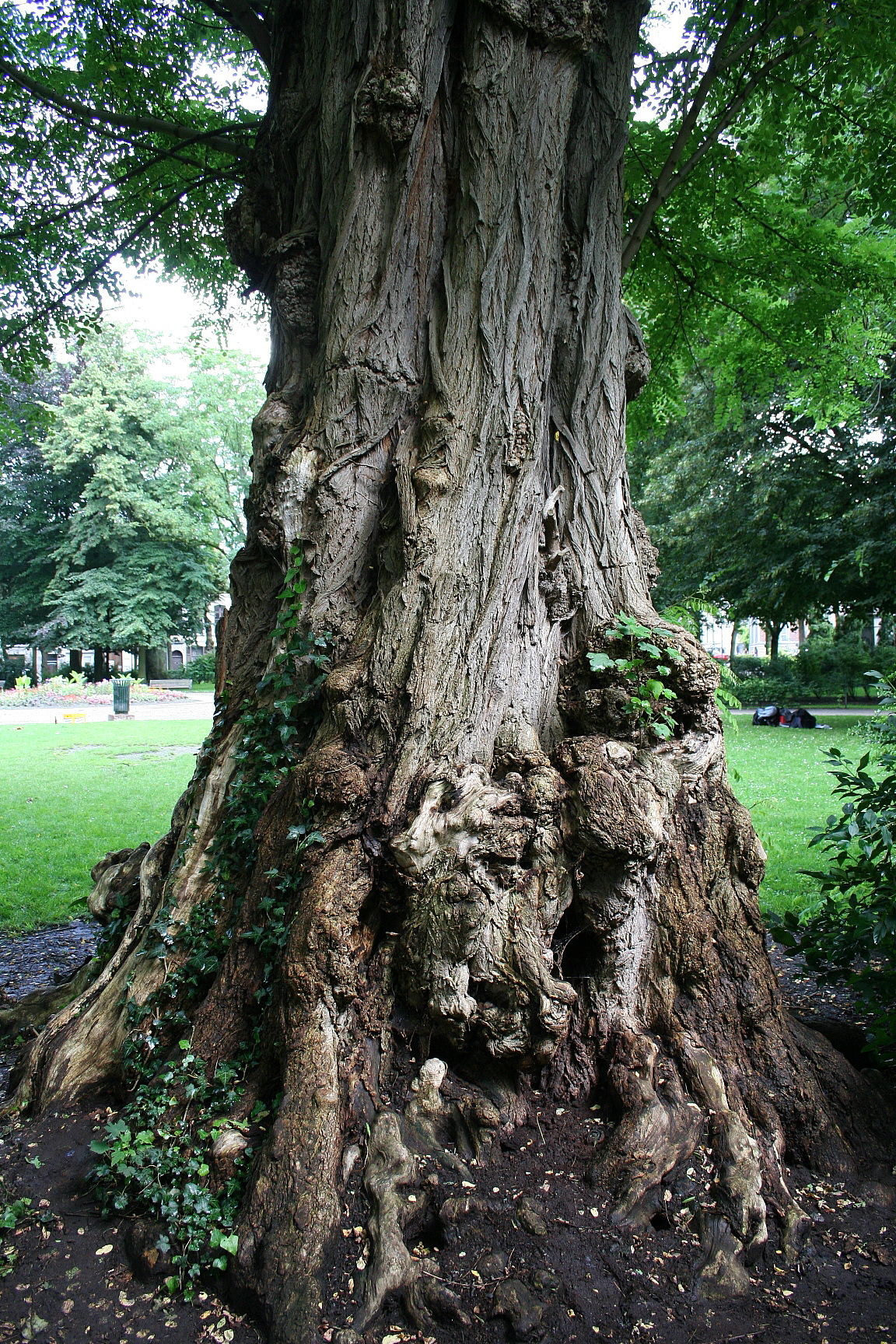
樹幹
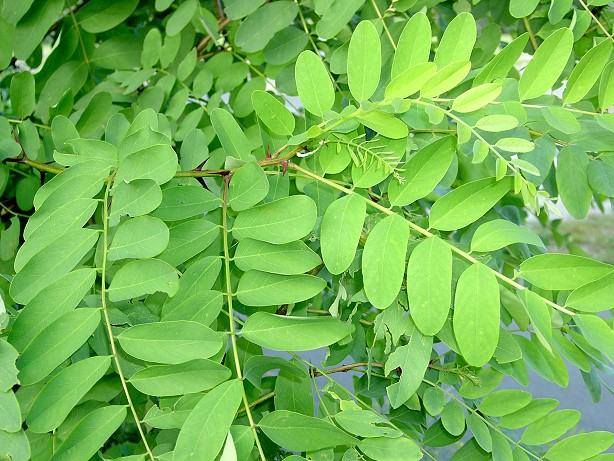
葉
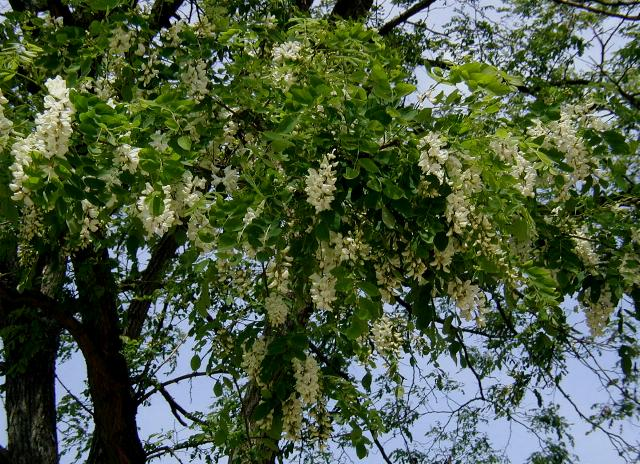
開花した枝
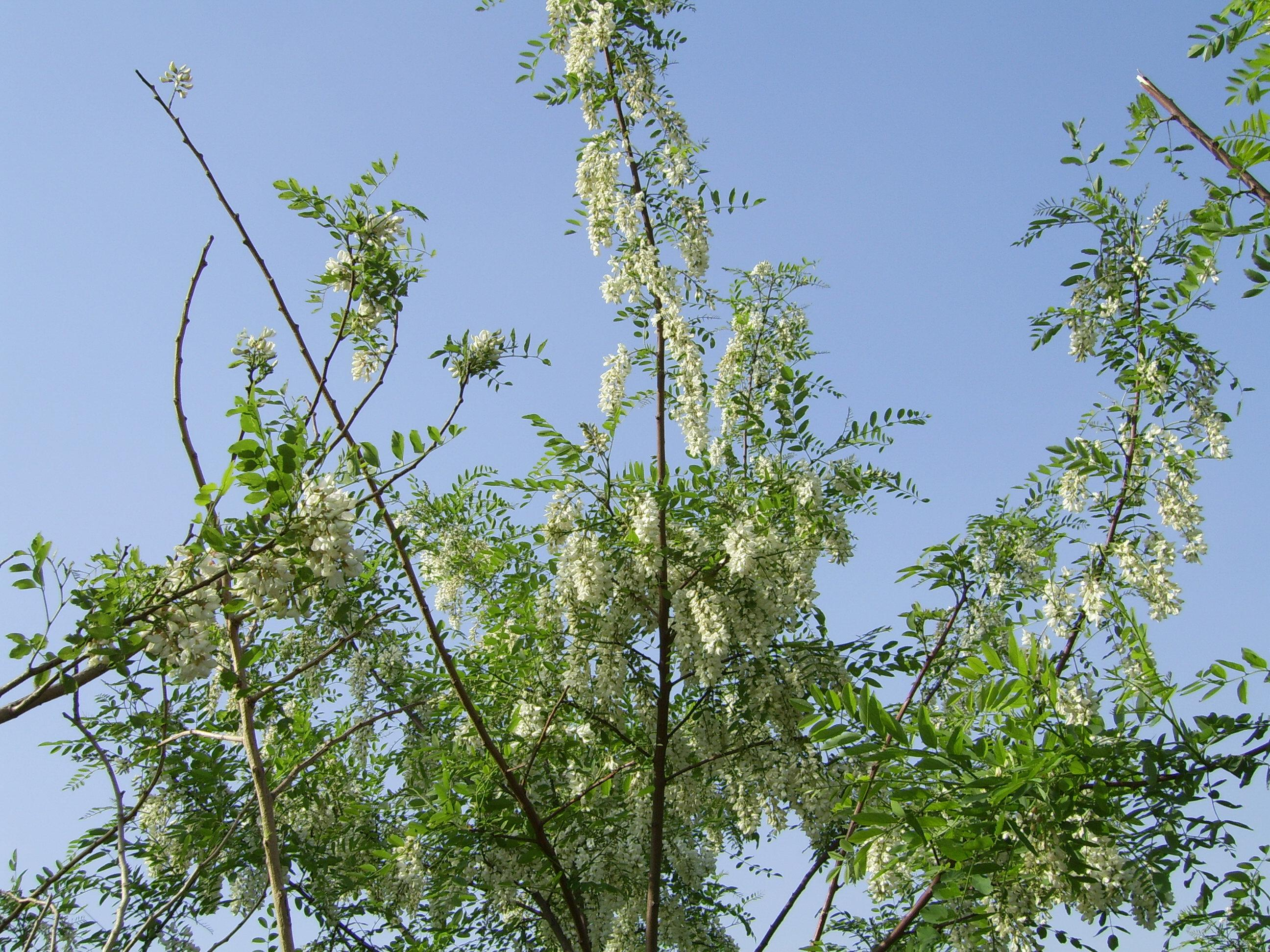
梢
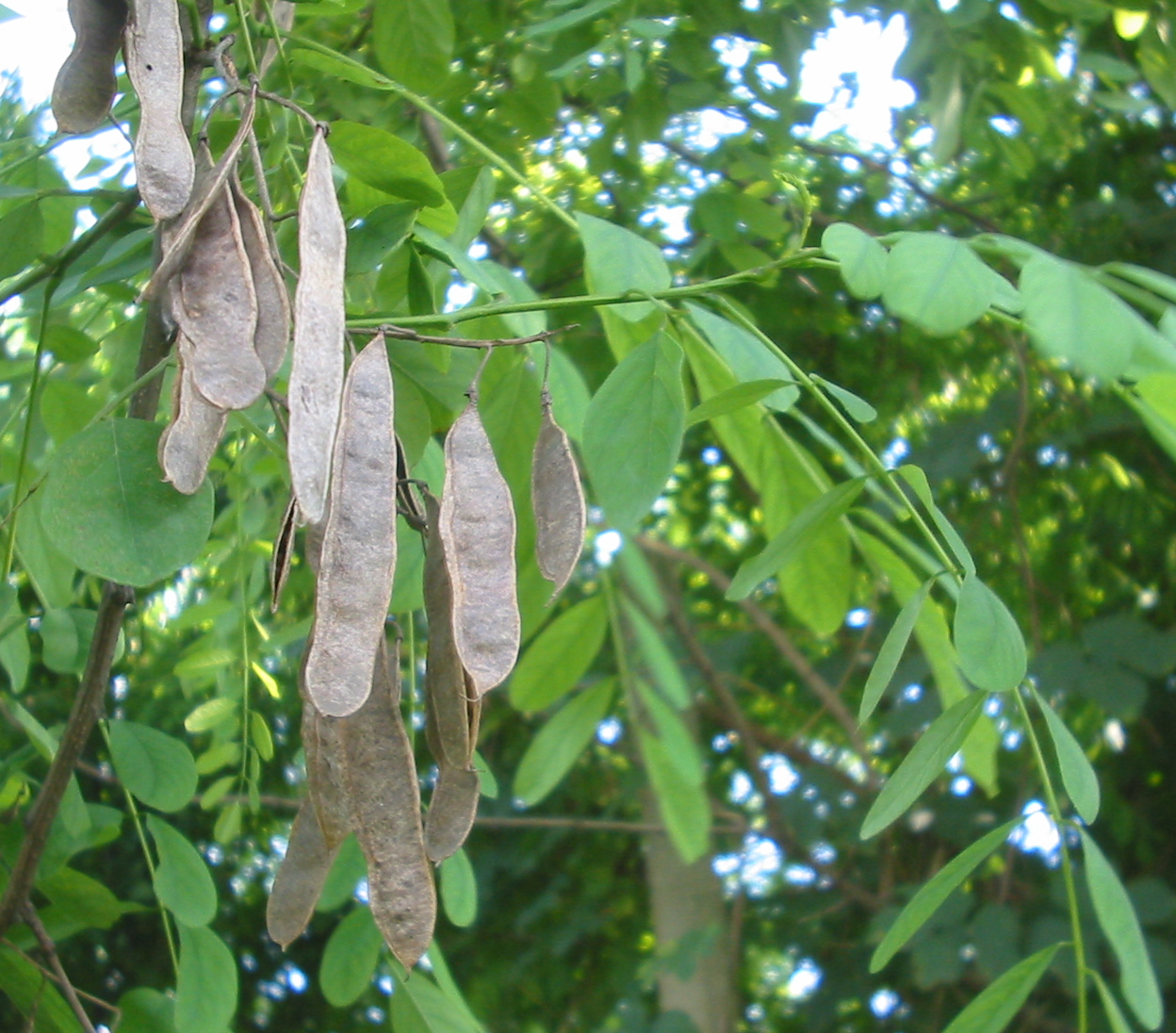
莢果
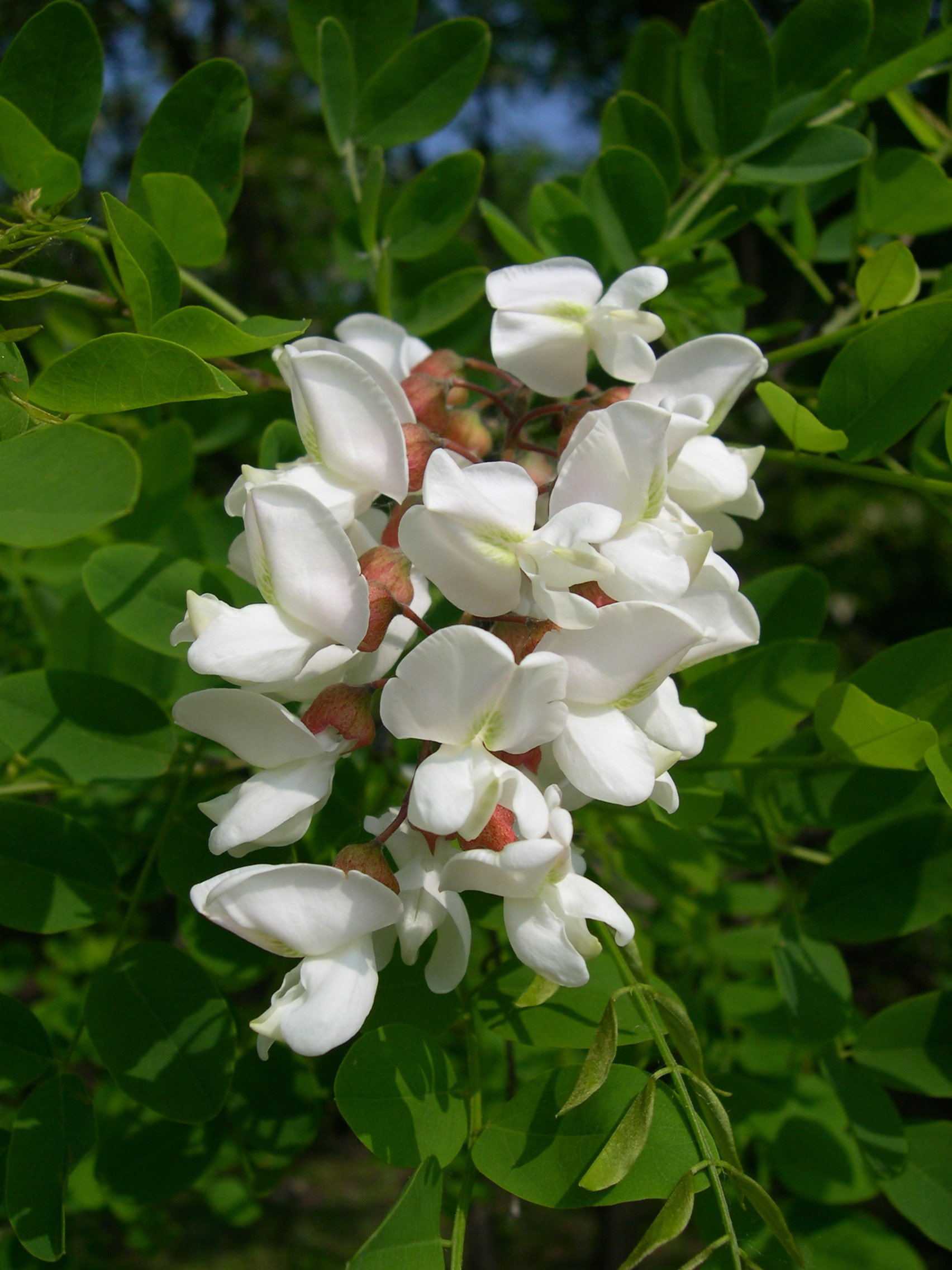
花
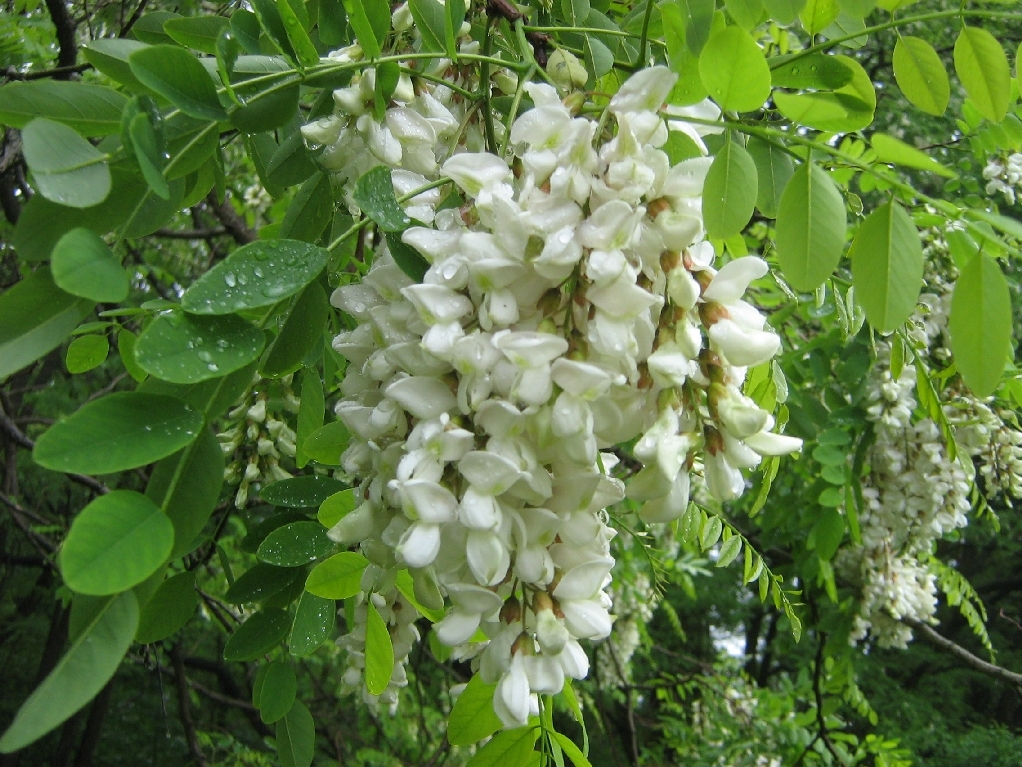
花序
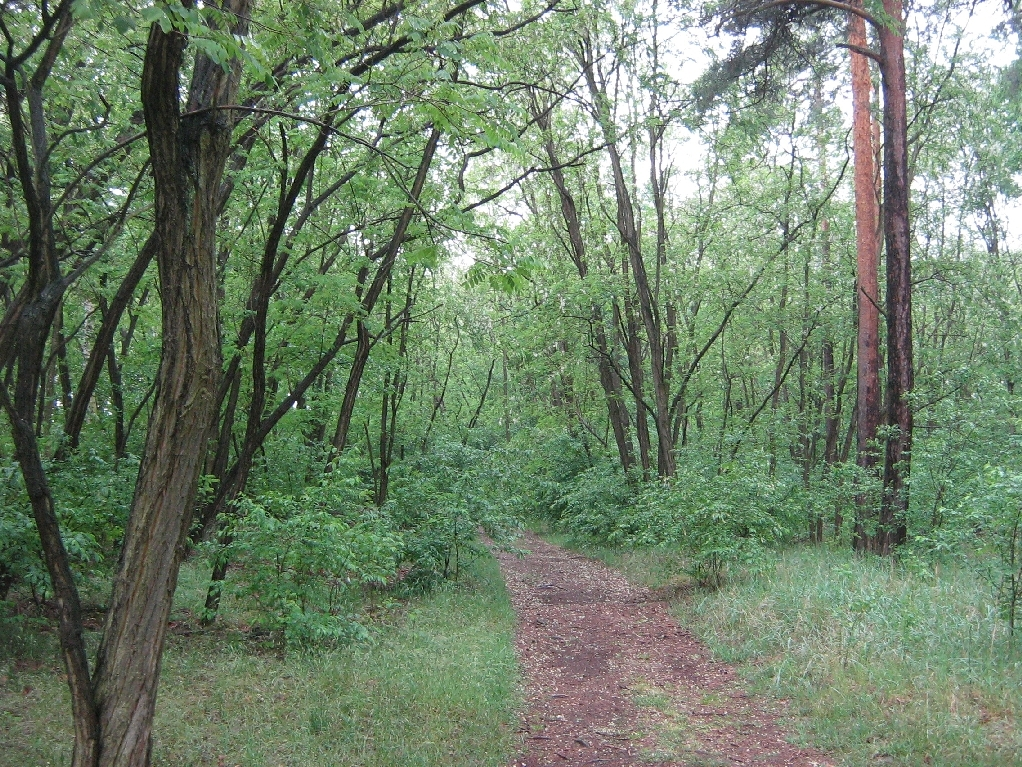
樹林中の若木
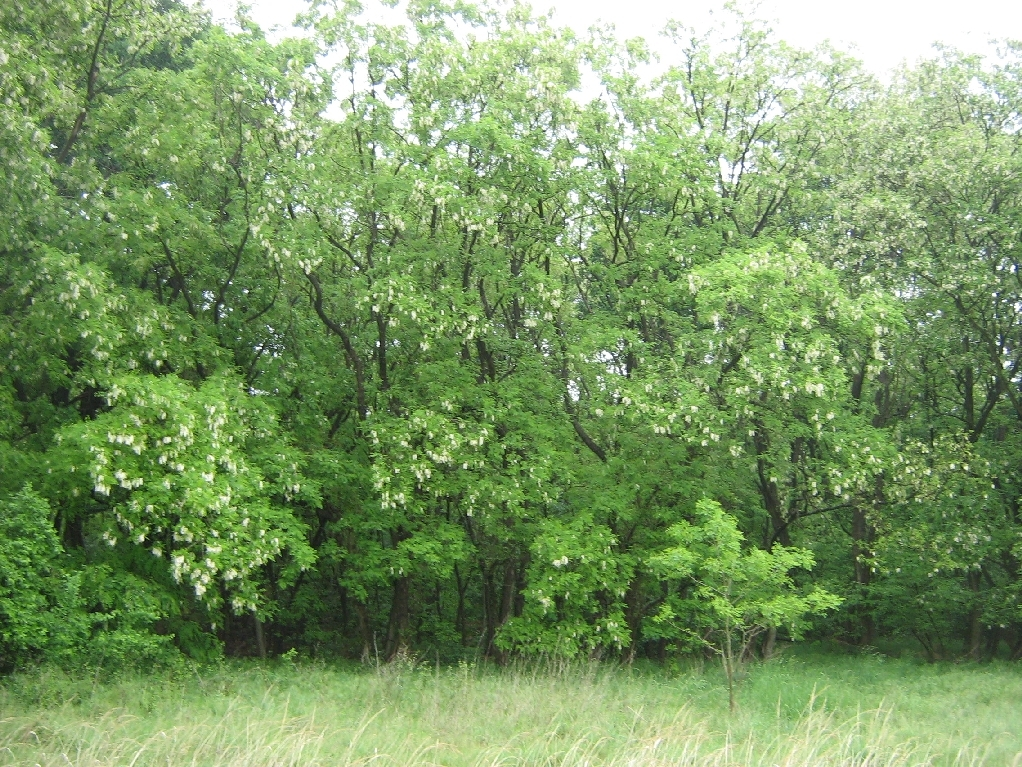
樹林際の木
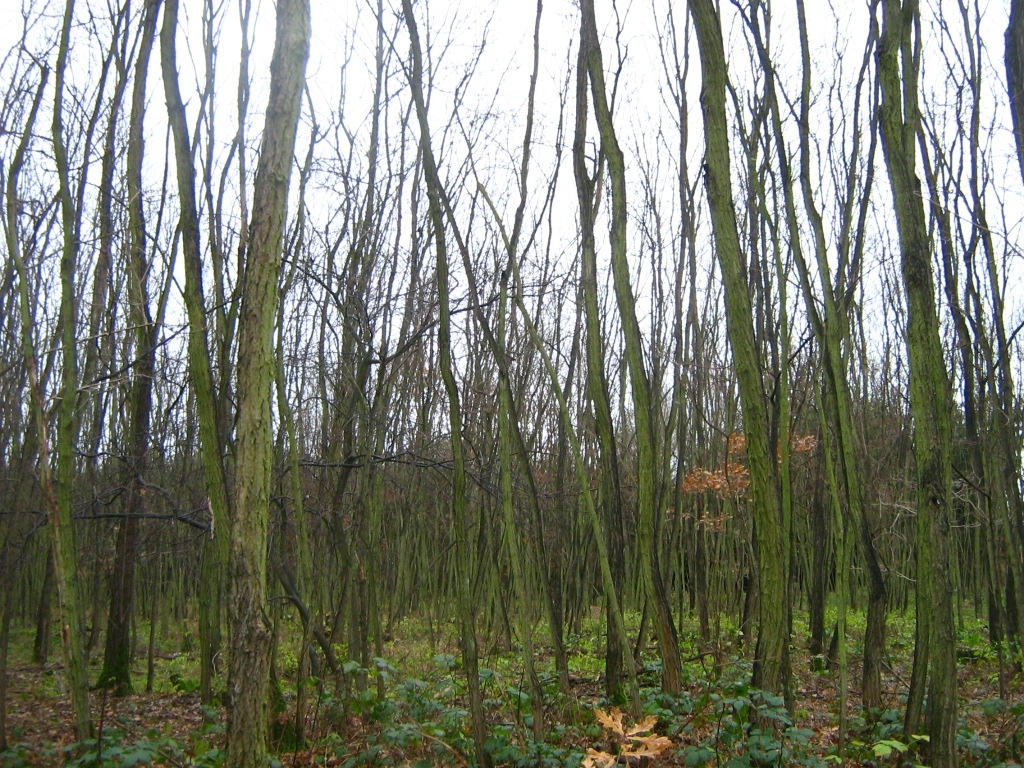
樹林中の若木
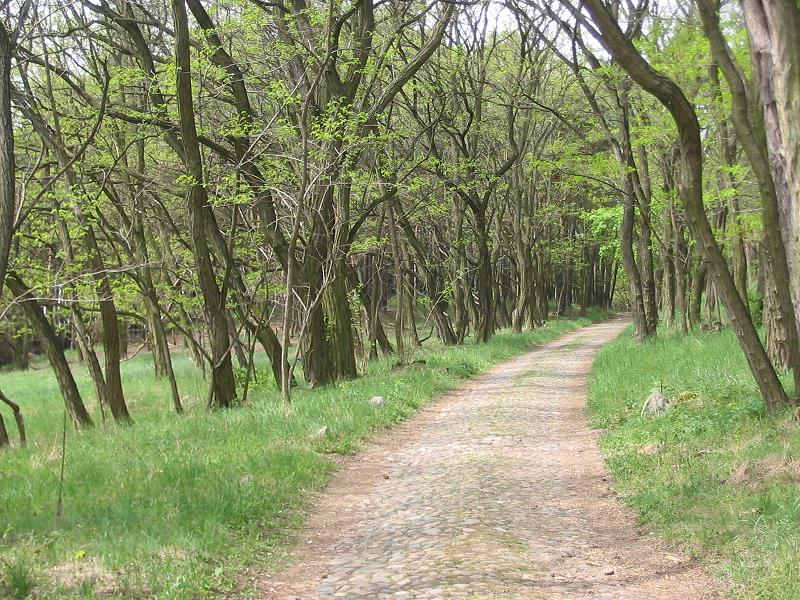
Hoher Fläming自然公園の風景。ドイツ。